# Thomas Fairfax, 3:e lord Fairfax av Cameron
Thomas Fairfax, 3:e lord Fairfax av Cameron, född 17 januari 1612, död 12 november 1671, var en engelsk general och överbefälhavare under det engelska inbördeskriget. Han var son till Ferdinando Fairfax, 2:e lord Fairfax av Cameron.
Fairfax deltog i engelska inbördeskriget först som generallöjtnant av kavalleriet under sin fars befäl, och utmärkte sig särskilt i slaget vid Marston Moor. Efter självförnekelseakten blev Fairfax överbefälhavare för parlamentets här och besegrade 1645 Karl I i det avgörande slaget vid Naseby. Ställd mellan parlamentet och militären, kände den för politiken föga lämpade Fairfax sig under de följande åren illa till mods och sköts åt sidan för Oliver Cromwell. 
Under det andra inbördeskriget 1648 erövrade Fairfax Colchester. Thomas Prides rensning av parlamentet gillades av Fairfax, men han vägrade delta i domstolen över kungen, trots att han utsetts till dess ordförande, och var bestämt emot dennes avrättning. Fairfax undertryckte levellers uppror i maj 1649 men nedlade befälet, då statsrådet 1650 beslöt sända en armé mot skottarna. Därpå levde han i ro på sina gods i Yorkshire, till 1659 kampen mellan John Lambert och George Monck bröt ut. Fairfax slöt sig då till Lambert och tryggade därigenom hans övervikt och restaurationen. 
Fairfax var ordförande i den beskickning från underhuset, som erbjöd Karl II kronan, men återvände därefter till privatlivet. Fairfax var en hederlig, samvetsgrann och för vetenskapen intresserad man. Som fältherre var han lugn och metodisk men ingen brilliant begåvning och har därför av historien ställts helt i skuggan av Cromwell.